# أكانذوس
أكانذوس (بالإنجليزية: Acanthus)‏ في الأساطير الإغريقية، هو ابن أوتونوس وهيبوميا. وشقيق كل من أكانذيس، وإروديوس، أينثس وشونيس. حيث مزقته أفراس أبيه إلى قطع. وبسبب ذلك شعر زيوس وأبولو بالشفقة عليه فحولاه إلى طير كما حولا باقي العائلة إلى طيور أيضًا. وإلى اليوم حين تسمع هذه الطيور صهيل الأفراس تطير مبتعدة وهي تقلد صوت الصهيل.